# Wielkopolski Piknik Sołtysów

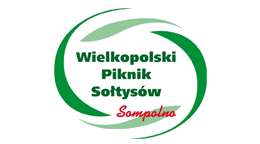
Logo pikniku

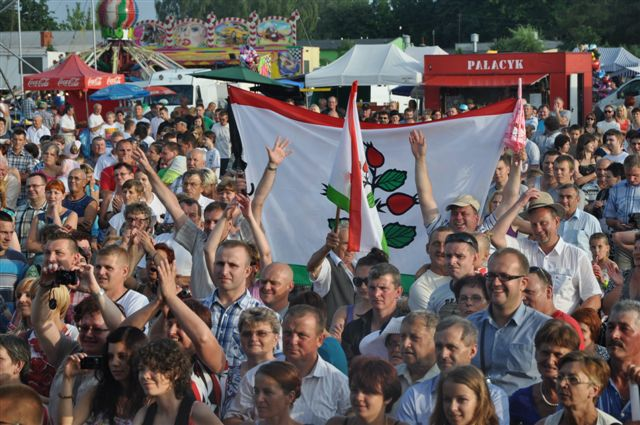
Publiczność podczas pikniku

Wielkopolski Piknik Sołtysów – impreza plenerowa powstała z inicjatywy tygodnika Przegląd Koniński oraz Krajowego Stowarzyszenia Sołtysów, odbywająca się od 1996 roku w Sompolnie.
Pierwsza impreza z tego cyklu nosiła nazwę Wakacyjny Piknik Sołtysów. Na miejsce spotkań wybrano gminę Sompolno, która do dziś jest współorganizatorem pikniku. Impreza skierowana jest do sołtysów oraz działaczy samorządowych województwa wielkopolskiego i ma na celu integrację środowiska wiejskiego. W 1998 roku po raz pierwszy zorganizowane zostały wybory na najpopularniejszego sołtysa Wielkopolski. Od 2007 roku impreza odbywa się pod nazwą Wielkopolski Piknik Sołtysów. Impreza zainspirowała wiele lokalnych stowarzyszeń sołeckich na terenie kraju do organizowania podobnych spotkań. W 2009 roku patronat honorowy nad piknikiem objął wojewoda wielkopolski.
Najpopularniejsi Sołtysowie Wielkopolski wybrani podczas pikników w poszczególnych latach:
- 1998 – Ryszard Papierkowski z Smulska gmina Przykona
- 1999 – Franciszek Sztuka z Skotnik gmina Miłosław
- 2000 – Teresa Bilińska z Borek gmina Koło
- 2001 – Teresa Bilińska z Borek gmina Koło
- 2002 – Krzysztof Nijak z Wierzbi, gmina Sompolno
- 2003 – Jerzy Smolarek z Izabelina gmina Kramsk
- 2004 – Jerzy Smolarek z Izabelina gmina Kramsk
- 2005 – Stanisław Stencel ze wsi Grochowy gmina Rychwał
- 2006 – Jerzy Wojciechowski z Siąszyc gmina Rychwał
- 2007 – Marek Kowalski z Kuchar Kościelnych gmina Rychwał
- 2008 – Jacek Kopaczewski z Jaroszewic gmina Rychwał
- 2009 – Wiesław Smolarz z Rozalina gmina Rychwał
- 2010 – Mirosława Laskowska z Białej Panieńskiej gmina Rychwał
- 2011 – Antoni Wojtczak z sołectwa Gliny gmina Rychwał
- 2012 – Henryk Nowacki z Witnicy gmina Rzgów
- 2013 - Elżbieta Nawrocka z Dębu gmina Skulsk